# Kirche Christi (Fettingiten)

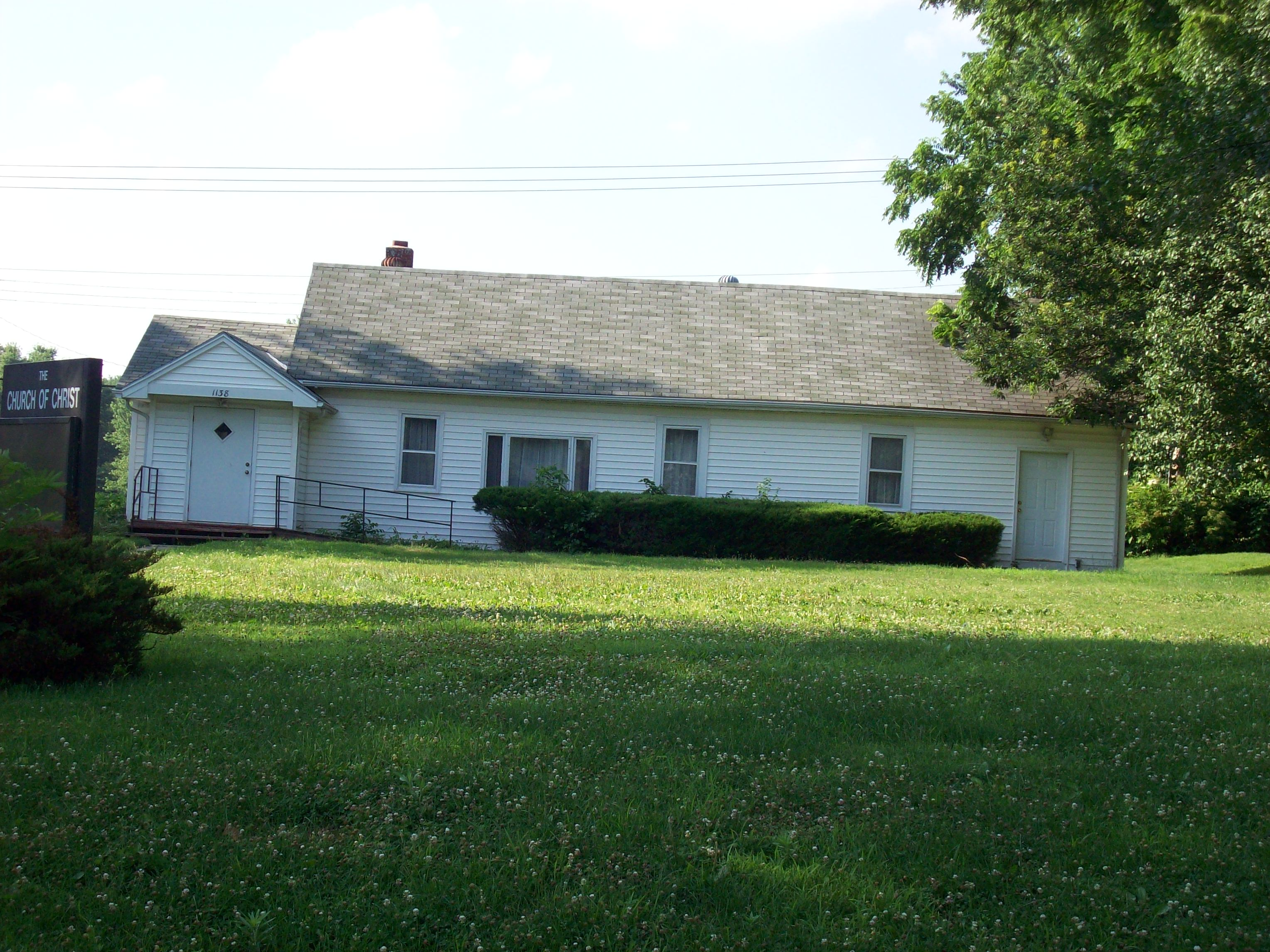
Kirchengebäude in Independence

Die Kirche Christi (Fettingiten), Church of Christ (Fettingite), ist eine mormonische Glaubensgemeinschaft, die sich 1929 in den USA unter der Führung von Otto Fetting (1871–1933) von der Kirche Christi (Temple Lot) abspaltete. Sie hat ihren Hauptsitz in Independence im Bundesstaat Missouri und ist ausschließlich in den USA und in Nigeria vertreten.
Die Kirche Christi (Fettingiten) zählte 2003 rund 2000 Mitglieder.

## Geschichte
Otto Fetting war seit 1926 ein Apostel der Kirche Christi (Temple Lot). Er empfing nach eigenen Angaben von 1927 bis 1933 insgesamt 30 Offenbarungen von Johannes dem Täufer. Während die ersten elf von der Kirche als Offenbarungen angenommen wurden, akzeptierte man die am 18. Juli 1929 empfangene zwölfte und alle folgenden nicht mehr. Fetting und seine Anhänger wurden aus der Kirche Christi (Tempel Lot) ausgeschlossen und gründeten noch im selben Jahr die Kirche Christi (Fettingiten). Ihr schlossen sich rund 1400 Mitglieder der Kirche Christi (Tempel Lot) an – fast ein Drittel der gesamten Mitgliedschaft.
Von den Fettingiten spalten sich Ende der 1930er Jahre unter der Führung von A.C. deWolf die Wiederhergestellte Kirche Christi (Church of Christ Restored) sowie 1943 unter der Führung von William A. Draves die Kirche Christi mit der Elias-Botschaft ab.
Auf Betreiben des Apostels S.T. Bronson wurde 1956 in der Kirche Christi (Fettingiten) der Samstag als Sabbat eingeführt.

## Lehre und Organisation
Abgesehen von dem Glauben an die 30 Offenbarungen, die Otto Fetting erhielt, und der Heiligung des Samstags als Sabbat ist die Lehre der Kirche Christi (Fettingiten) fast identisch mit der Lehre der Kirche Christi (Temple Lot). Polygamie, Totentaufe sowie die „Siegelung von Ehen“ und der Glaube an die Entwicklung des Menschen zu einem Gott werden abgelehnt. Die Kirche Christi (Fettingiten) wird von einem Rat der Zwölf Apostel (Quorum of the Twelve Apostles) geleitet, da auch das Amt eines Präsidenten abgelehnt wird. Die Kirche lehrt, dass auf dem Temple Lot genannten Grundstück ein Tempel erbaut werden wird, der sich jedoch von den Tempeln der Kirche Jesu Christi der Heiligen der Letzten Tage und von dem der Gemeinschaft Christi unterscheiden wird.

## Schriften
Die Kirche Christi (Fettingiten) lehnt die Bücher Lehre und Bündnisse sowie Köstliche Perle ab, ebenso die von Joseph Smith verfasste Inspirierte Bibel. Sie verwendet stattdessen die King-James-Bibel und die von der Gemeinschaft Christi herausgegebene Version des Buches Mormon. Die 30 Offenbarungen. die von ihrem Gründer empfangen worden sein sollen, sind in dem Buch Das Wort des Herrn (The Word of the Lord) zusammengefasst. Die Kirchenzeitung The Voice of Warning erscheint monatlich seit 1930.